# 926 Imhilde
Imhilde (asteroide 926) é um asteroide da cintura principal com um diâmetro de 48,48 quilómetros, a 2,4698058 UA. Possui uma excentricidade de 0,1744385 e um período orbital de 1 890 dias (5,18 anos).
Imhilde tem uma velocidade orbital média de 17,2201158 km/s e uma inclinação de 16,26585º.
Esse asteroide foi descoberto em 15 de Fevereiro de 1920 por Karl Reinmuth.